# 王文昭
王文昭（？—？），字世澤，號西園，陝西淳化人，清朝政治人物，拔貢出身。

## 生平
王文昭於乾隆十七年（1752年）奉旨接替陳玉友，以台防同知身分於台灣地區代理擔任台灣府知府。而此官職是台灣清治時期此期間，受台灣道制約的台灣地方父母官。